# Ломеська конвенція
Ломеські конвенції (фр. Lomé Convention) — міжнародні угоди, якими було встановлено засади відносин між державами Європейського Союзу та країнами азійсько-тихоокеанського регіону. Предметом конвенції були торгівельні відносини та доступ на ринок. Перша Ломеська конвенція була укладена 1975 року на заміну Яундської угоди.
Отримала назву за столицею Того — Ломе, де і був укладений перший договір.
Конвенції три рази змінювались і доповнювалися, таким чином загалом існували «Ломе І», «Ломе II», «Ломе III» і «Ломе IV»..
Друга і третя Ломейські конвенції, які набрали чинності у 1980 і 1985 роках відповідно, були спрямовані на вдосконалення механізму, закладеного у першій.. Четверта, яка була укладена 1989 року, розширила число країн до 66-ти.
Остаточно втратили чинність 2000 року. І останню «Ломе IV» замінила Котонуська угода.